# Добришиці
Добришиці (пол. Dobryszyce) — село в Польщі, у гміні Добришиці Радомщанського повіту Лодзинського воєводства.
Населення — 1669 осіб (2011).
У 1975-1998 роках село належало до Пйотрковського воєводства.

## Демографія
Демографічна структура станом на 31 березня 2011 року:
|          | Загалом | Допрацездатний вік | Працездатний вік | Постпрацездатний вік |
| -------- | ------- | ------------------ | ---------------- | -------------------- |
| Чоловіки | 819     | 193                | 546              | 80                   |
| Жінки    | 850     | 190                | 483              | 177                  |
| Разом    | 1669    | 383                | 1029             | 257                  |